# Списък на графовете на Холандия
Списък на графовете на Холандия, които управлявали Графство Холандия:

## Герулфинги
- Герулф Стари (839)
- Герулф от Кенемерланд (885 – 896)
- Дитрих I (916 – 939)
- Дитрих II (939 – 988)
- Арнулф (988 – 993)
- Дитрих III (993 – 1039)
- Дитрих IV (1039 – 1049)
- Флоренс I (1049 – 1061)
  - Роберт I (1061 – 1071), регент, доведен баща на Дитрих V
  - Готфрид IV от Долна Лотарингия
- Дитрих V (1061 – 1091)
- Флоренс II (1091 – 1121)
- Дитрих VI (1121 – 1157) (1122 – 1133 чрез майка си Петронила Холандска)
- Флоренс III (1157 – 1190)
- Дитрих VII (1190 – 1203)
- Ада Холандска, следва 1203, свалена, ∞ 1203
  - Лудвиг II († 1218), граф на Лоон, 1203/06 граф на Холандия
- Вилхелм I (1203 – 1222)
- Флоренс IV (1222 – 1234)
- Вилхелм II (1234 – 1256), 1248 – 1254 римско-немски гегенкрал и 1254 – 1256 римско-немски крал
  - Вилхелм (1234 – 1238), като регент, брат на Флоренс IV
  - Ото III от Холандия (1238 – 1239), като регент, брат на Флоренс IV
- Флоренс V (1256 – 1296)
  - Флоренс Вогт (1256 – 1258), като регент, брат на Вилхелм II
  - Аделхайд Холандска (1258 – 1263), като регентка, сестра на Вилхелм II
  - Ото II от Гелдерн (1263 – 1266), като регент
- Йохан I (1296 – 1299)

## Дом Авен
- Йохан II (1299 – 1304)
- Вилхелм III (1304 – 1337)
- Вилхелм IV (1337 – 1345)
- Маргарета Баварска (1346 – 1351), съпруга на император Лудвиг IV Баварски

## Вителсбахи
- Вилхелм V (1346 – 1358)
- Албрехт I (1358 – 1404)
- Вилхелм VI (1404 – 1417)
- Йохан III (1418 – 1425)
- Якобея (1417 – 1433)

## Династия Валоа Бургундия
- Филип I Добрия (1433 – 1467)
- Карл I Дръзки (1467 – 1477)
- Мария Бургундска (1477 – 1482)

## Хабсбурги
- Максимилиан (1482 – 1494)
- Филип II Красивия (1494 – 1506)
- Максимилиан (1506 – 1515)
- Карл II (1515 – 1555)
- Филип III (1555 – 1581)

- Вилхелм IV от Холандия (1307 – 1345)
- Маргарета II от Холандия (1311 – 1356)
- Вилхелм VI от Холандия (1365 – 1417)
- Якобея от Бавария (1401 – 1436)